# App Store (Apple)
Der App Store (von der englischen Kurzform für Application „Anwendungssoftware“ und Store „Geschäft“) ist eine digitale Vertriebsplattform für Anwendungssoftware (App Store) vom US-amerikanischen Unternehmen Apple. Die Plattform wurde 2008 eingeführt und bietet Mobile Apps für iOS- und iPadOS-Geräte, Software für tvOS, watchOS und visionOS, sowie Anwendungen für macOS.

## Geschichte
Apple war das erste Unternehmen, das eine erfolgreiche Verkaufsplattform für Mobile Apps entwickelte. Seit Anfang 2011 betreibt Apple auch den Mac App Store zum Vertrieb von Software für macOS.
Apple machte bereits im August 2008 etwa 1 Million US-Dollar Umsatz täglich durch den Verkauf von Software aus dem App Store. Auf der Entwicklerkonferenz WWDC gab Apple Anfang Juni 2011 bekannt, dass App Store, iTunes Store und iBooks Store zusammen (die alle mit dem gleichen Apple Account besucht werden können) mittlerweile die Zahl von 225 Millionen Konten erreicht haben. Zudem seien bisher mehr als 3 Milliarden Dollar Erlöse an die Entwickler von Apps ausgezahlt worden.
Im Jahr 2014 war der App Store bereits in 123 Ländern im vollen Umfang nutzbar.

### Angebotene Programme
Im Juni 2016 standen über 2 Millionen verschiedene Apps zur Verfügung, wobei die Anzahl kontinuierlich wächst.
| Datum              | Verfügbare Applikationen | für das iPad optimierte Apps    | Anzahl heruntergeladener Applikationen |
| ------------------ | ------------------------ | ------------------------------- | -------------------------------------- |
| 10. Juli 2008      | 500                      | 0 (iPad erschien im April 2010) | —                                      |
| 9. September 2008  | 3000                     | 0 (iPad erschien im April 2010) | 100.000.000                            |
| 16. Januar 2009    | 15.000                   | 0 (iPad erschien im April 2010) | 500.000.000                            |
| 23. April 2009     | 35.000                   | 0 (iPad erschien im April 2010) | 1.000.000.000                          |
| 28. September 2009 | > 85.000                 | 0 (iPad erschien im April 2010) | 2.000.000.000                          |
| 4. November 2009   | > 100.000                | 0 (iPad erschien im April 2010) | > 2.000.000.000                        |
| 22. Januar 2011    | > 350.000                | > 60.000                        | > 10.000.000.000                       |
| 7. März 2012       | > 585.000                | > 200.000                       | > 25.000.000.000                       |
| 15. Mai 2013       | > 850.000                | > 350.000                       | 50.000.000.000                         |
| 22. Oktober 2013   | > 1.000.000              | > 475.000                       | 60.000.000.000                         |
| 8. Juni 2015       | > 1.500.000              | —                               | 100.000.000.000                        |
| 13. Juni 2016      | > 2.000.000              | —                               | 130.000.000.000                        |
| 7. September 2016  | —                        | —                               | 140.000.000.000                        |

## Funktionen
Der App Store baut auf der Infrastruktur des iTunes Stores auf. Um Apps zu kaufen und zu verwalten, ist die Software App Store oder iTunes notwendig. Der Kauf erfolgt zum Beispiel per Kreditkarte oder Guthabenkarten. Funktional lässt sich der App Store von Apple in das Konzept eines Software-Repository einreihen, das Netzwerk-basiert vielfältige Software-Pakete einer Software-Plattform zur Verfügung stellt (wie z. B. CPAN für die Programmiersprache Perl seit 1995). Trotz architektonischer Unterschiede dient der App Store aus der Sicht des Nutzers genau wie z. B. eine Paketverwaltung unter Linux dazu, mit einem Befehl komplette Anwendungen auf einem Computer beziehungsweise Gerät zu installieren, ohne die für ihn irrelevante Komplexität von Abhängigkeiten beachten zu müssen.
Zur besseren Übersicht gibt es mehr als 20 Kategorien, darunter Unterhaltung, Finanzen, Spiele, Gesundheit und Fitness, Bücher, Nachrichten, soziale Netzwerke und Dienstprogramme. Eine Suchfunktion sowie die Anzeige verschiedener Hitlisten sollen die Orientierung durch das Angebot ebenso erleichtern wie Bewertungen (ein bis fünf Sterne) und Kommentare anderer Nutzer der Programme.
Seit 2019 ist der Spiele-Dienst Apple Arcade ebenfalls im App Store vertreten. Apple Arcade kostet 6,99 € im Monat und bietet exklusive Titel, die nur dort verfügbar sind.
Bei direktem Zugriff auf den App Store mittels iPhone, iPad oder iPod touch erfolgt eine direkte Installation der App auf dem Gerät, und das Programm wird bei der nächsten Synchronisation mit dem heimischen Computer in die iTunes-Mediathek aufgenommen. Bei Apps mit weniger als 100 MB, was für den größten Teil des Angebots mit Ausnahme vieler Spiele zutrifft, ist mit dem iPhone direktes Laden der App über das Mobilfunk-Datennetz möglich. Für größere Programme ist eine aktive Internetverbindung des Gerätes über ein WLAN nötig.
Über den Mediaplayer iTunes ließ sich bis Version 12.6 der App Store aufrufen, wodurch der Nutzer die Möglichkeit hatte, mit seinem PC Programme für sein iPhone, iPod touch oder iPad zu kaufen. Bei dieser Variante wurden die heruntergeladenen Apps zunächst in die iTunes-Mediathek aufgenommen, um dann bei der nächsten Synchronisation automatisch auf das angeschlossene Mobilgerät übertragen zu werden. Diese Funktion ist seit der Version 12.7 vom September 2017 nicht mehr verfügbar.
Apple kann Programme auf dem iPhone löschen, die im App Store heruntergeladen wurden. Das iPhone nimmt – wenn der Benutzer online geht – automatisch Kontakt mit einem Apple-Server auf und sendet eine Liste aller installierten Apps. Diese können dann von Apple per Fernzugriff gelöscht werden.

## Entwicklung von Apps
Die im App Store angebotenen Programme stammen zu einem großen Teil nicht von Apple selbst, sondern von Drittanbietern und freien Softwareentwicklern. Entwickler von Apps können diese über App Store Connect einreichen, wobei sich Apple das Recht vorbehält, diese nach Prüfung abzulehnen. Apple bietet das iOS-SDK kostenlos zusammen mit der Entwicklungsumgebung Xcode an, welche allerdings nur auf aktuellen Versionen von macOS genutzt werden kann. Bereits Ende 2009 gab es laut Apple über 125.000 Entwickler. Zum Veröffentlichen einer App im App Store ist eine kostenpflichtige Registrierung beim iOS Developer Program notwendig. Der Preis für die App kann vom Entwickler nach vorgegebenen Preisstufen frei gewählt werden. Apple behält davon Gebühren in Höhe von 30 Prozent ein. Seit dem 1. Januar 2021 können kleine Unternehmen eine reduzierte Gebühr von 15 Prozent in Anspruch nehmen, sofern ihr Umsatz eine Million US-Dollar nicht überschreitet.

## Alternative Vertriebsplattformen
Der App Store stellt die einzige offizielle Möglichkeit dar, Programme und Spiele von Drittanbietern auf das iPhone, iPad oder den iPod touch zu übertragen. Apple verspricht dadurch einen Schutz vor Schadprogrammen. Software, die nicht aus dem App Store stammt, kann nur nach einer Modifikation des Betriebssystems (sogenannter Jailbreak) installiert werden. Über die dabei installierten Installationsprogramme, am verbreitetsten ist Cydia, ist ein Zugriff auf andere Softwareplattformen, vor allem das sogenannte App Repository, möglich. Der Anteil der Nutzer, die solche Alternativprogramme installiert haben, ist relativ gering. Laut der Studie eines Privatunternehmens lag der Anteil der so modifizierten iPhones im August 2009 bei etwa 9 Prozent.

## App Store als Gattungsbegriff
Auch andere Mobil-Plattformen wie Android oder Windows 10 wenden dieses Konzept an, wodurch der von Apple geprägte Begriff App Store für ein kommerzielles, Netzwerk-basiertes Repository von Softwarepaketen tendenziell zum Gattungsbegriff wurde.
Um die markenrechtliche Schutzfähigkeit dieses Begriffes wird noch rechtlich gestritten. Microsoft behauptet, das Wort „App Store“ sei zu generisch, als dass es als Marke geschützt werden dürfe. Dies sei in etwa vergleichbar mit einem Buchladen, dem man den Markennamen „Der Buchladen“ gibt.
Amazon nennt sein hersteller- bzw. betriebssystemübergreifendes Angebot Amazon Appstore und wurde dafür von Apple verklagt.

## Kritik

### Prüfung von Apps
Apple vergibt oder verweigert die Zulassung von Software zur Aufnahme im App Store nach Kriterien, die anfangs nicht offengelegt waren und häufig als willkürlich beschrieben wurden. Dies brachte dem Unternehmen sowohl von der Fachpresse als auch aus Entwicklerkreisen andauernde, teils heftige Kritik ein. Bemängelt wird nach wie vor, dass oft Anwendungen zurückgewiesen werden – laut Kritikern aus reinem Geschäftsinteresse – die eine gute oder verbesserte Alternative zu den vorinstallierten Anwendungen von Apple darstellen, darunter WhatsApp, oder die Geschäftsinteressen von Apples Vermarktungspartnern aus dem Mobilfunkbereich betreffen könnten, speziell AT&T in den USA. Inzwischen hat Apple die Richtlinien für die Zulassung von Software offengelegt. Sie können auf der Apple-Entwicklerseite eingesehen werden. Die Einhaltung der Richtlinien wird strenger, aber auch schneller geprüft, als bei anderen App Stores.
Regelrechte Beschimpfungen von technisch orientierten Internet-Nachrichtenseiten („Apple is growing rotten to the core“ – etwa: Apple ist mittlerweile bis zum Kern verfault) erntete das Unternehmen im Juli 2009 für die Entscheidung, eine Reihe von bereits im App Store gelisteten Apps von Google wieder zurückzuziehen. Die als Google Voice bekannt gewordenen Programme stellen unter anderem kostenlose SMS- und günstige Telefoniedienste zur Verfügung und waren teils euphorisch erwartet worden. Sie waren von Apples Senior Vice President Phil Schiller persönlich abgesegnet und wurden laut Insiderquellen dann auf direkte Intervention von AT&T zurückgezogen. Erst 16 Monate nach Einreichen wurde die Google Voice App im US-amerikanischen App Store zugelassen.
Ebenso wurde Cartoon-App des Karikaturisten Mike Keefe zunächst von Apple zur Veröffentlichung im App Store nicht freigegeben, da sie Personen des öffentlichen Lebens karikiere. Nachdem Keefe mit dem Pulitzer-Preis ausgezeichnet wurde, wurde seine Cartoon-App jedoch in das Portfolio des App Stores aufgenommen.

#### Manipuliertes Xcode
Im September 2015 wurde bekannt, dass mittels einer von Hackern manipulierten Xcode-Version verschiedene Anwendungen mit Schadcode in den App Store gelangt sind. Entwickler in China hatten offenbar Xcode von Drittanbietern heruntergeladen, anstatt die offizielle Version von den Apple-Servern zum Programmieren der Anwendungen zu verwenden. Die Angaben über die Zahl der infizierten Apps liegen zwischen 40 und 350. Beim größten Teil dieser Apps handelt es sich um chinesische Apps. Eine Sprecherin von Apple sagte, dass die meisten dieser Apps inzwischen aus dem App Store entfernt wurden und man mit den Entwicklern zusammenarbeite, diese Apps ohne Schadsoftware wieder in den App Store zu bringen.

#### Entfernung von Apps
Seit September 2016 werden Apps überprüft und aus dem App Store entfernt, wenn sie gegen aktuelle Richtlinien verstoßen, veraltet sind oder nicht wie erwartet funktionieren.

### Allgemeine Geschäftsbedingungen
Im Juli 2011 hat die Stiftung Warentest den App Store nur als „ausreichend“ bewertet. Kritisiert wurden vor allem deutliche Mängel in den allgemeinen Geschäftsbedingungen. Im August 2012 wurde von der Verbraucherzentrale Bundesverband eine Klage gegen Apple eingereicht, da auf mehrere Abmahnungen nicht reagiert wurde. Es wird dem Unternehmen unter anderem vorgeworfen, Kunden durch zu umfangreiche Allgemeine Geschäftsbedingungen gezielt in die Irre zu führen.

### Datenschutz
Am 23. Februar 2012 wurde bekannt, dass sich die sechs größten Anbieter von App-Stores, unter anderem auch Apple, auf eine Datenschutz-Kooperation geeinigt haben. Apps sollen demnach nicht mehr unkontrolliert Daten sammeln dürfen. Seit Dezember 2020 müssen App-Entwickler bei der Veröffentlichung einer App im App Store offenlegen, auf welche potentiell sensiblen Nutzerdaten die App zugreift. Diese Information ist für Nutzer des App Stores vor dem App-Download einsehbar. Effektiv seit dem 1. Mai 2024 müssen App-Entwickler auch angeben, auf welche Gerätefunktionen sie zugreifen, die für Fingerprinting genutzt werden könnten.
Im November 2022 wurde bekannt, dass die App Store-App in iOS 14.6 umfangreiche Nutzerdaten aufzeichnet und an Apple sendet. Dies geschehe auch, wenn App-Tracking und personalisierte Werbung in den iOS-Einstellungen deaktiviert wurden. Nach weiteren Recherchen wurde herausgefunden, dass auch andere von Apple entwickelte Apps wie Musik, TV, Bücher, iTunes Store und Aktien, trotz deaktiviertem App-Tracking Nutzerdaten an Apple sendeten.